# 明治丸
明治丸（めいじまる）は、日本の船舶。灯台巡視船として日本政府がイギリスに発注し、天皇の乗る御召船や船員育成の練習船としても使用された。国の重要文化財に指定されている。

## 歴史
明治初頭、洋式灯台の建設に伴って、その測量やメンテナンスのために灯台巡視船が日本にも登場した。灯台の増加により新鋭船が必要となったため、日本政府はイギリスのグラスゴーにあるネピア造船所に本船を発注した。本船は1874年9月26日に進水し、同年11月24日に竣工している。「明治丸」と命名された本船は、翌1875年2月20日に横浜港に到着し、灯台巡視船の任に就いた。
「明治丸」は、当時の日本国内における最優秀船であったため、通常の灯台見回り業務の他にも様々な活動を行い、日本の近現代史に業績を残している。
明治8年、「明治丸」は小笠原諸島へ派遣された。小笠原諸島は江戸時代に回収が行われ、八丈島からの入植も行われたが、その後日本人は撤収していた。様々な問題を抱えていた明治政府もしばらく小笠原問題には手を出せなかったが、明治8年10月になって小笠原へ外務省の田辺太一ら委員10名を派遣することとなり、「明治丸」が派遣船に選ばれた。委員を乗せた「明治丸」は明治8年11月21日に父島へ向かい、11月24日に父島二見湾に到着。再回収は問題なくなされ、「明治丸」は12月12日に父島を離れて12月16日に横浜に帰還した。
また、「明治丸」は御召船としても用いられており、特に、1876年には明治天皇の北海道・東北地方への巡幸に供され、7月20日に横浜に無事帰港した事を記念して1941年にこの日が「海の記念日（現在の海の日）」に制定された。明治天皇は1875年3月5日、横須賀造船所で挙行された軍艦「清輝」の進水式臨御の際にも乗船している。また1879年の琉球処分の際には尚泰を乗せて那覇から東京まで航海し、1887年には横尾東作・東京府知事高崎五六らによる硫黄列島への探検航海に用いられるなどした。

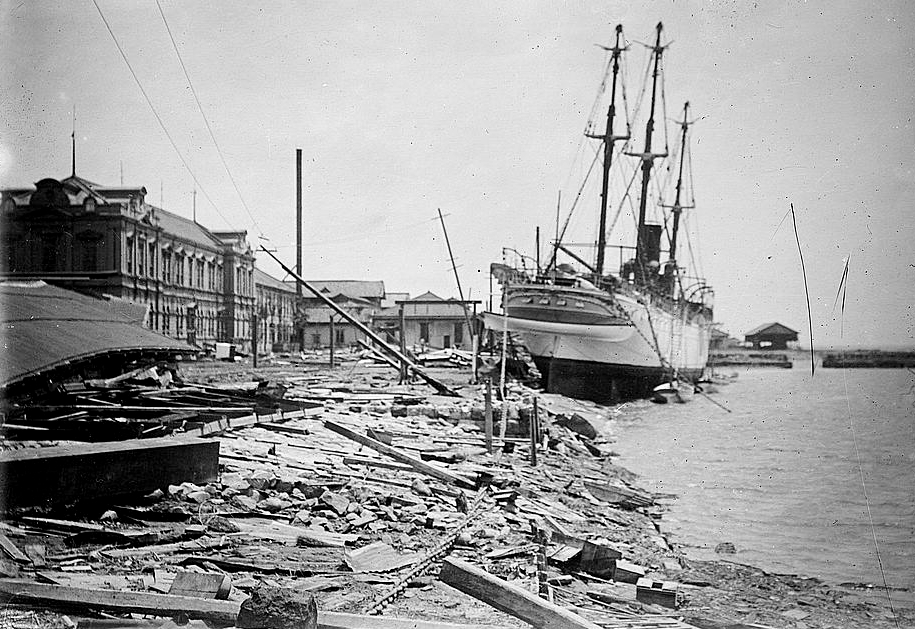
1910年代、台風で岸に打ち寄せられた明治丸

その後、海軍省から譲渡された「新発電丸」が後任に就くと、「明治丸」は1897年9月に東京高等商船学校（現・東京海洋大学）に貸与された。さらに同年11月には同校に移管され、係留練習船として操帆訓練などに用いられる。1901年12月25日に現在の東京海洋大学・越中島キャンパスに移動し、1911年と1917年には台風や高潮でバウスプリットが折れるなどの被害を受けつつ、1923年の関東大震災や1945年の東京大空襲の際には数千人の罹災者を収容している。
「明治丸」は1945年9月、東京高等商船学校のキャンパスとともに進駐軍に接収され、酒保になっていた。その後1951年に係船地で沈座したのを契機に接収が解除され、1952年には浮揚させて上甲板などの修理が行われたが、1954年に老朽化のため練習船の任務を解除された。1963年から1964年にかけて陸上に固定する定着工事が行われ、陸上構築物となる。その後も1975年頃までは結索実習などに船内が使われ、1978年5月31日には船舶として初めて国の重要文化財に指定されている。1988年1月29日に保存修理工事を終え、1989年5月16日から2009年1月まで一般に公開されていた。
「明治丸」は1988年の修理後、経年劣化により再度大規模修復が必要となり、東京海洋大学と文化庁が明治丸修復計画を策定した。この計画を基に、周辺の環境整備や海事技術資料の収集、次世代の海事産業を担う青少年への海事意識啓発活動を行う「明治丸海事ミュージアム事業」が進められ、東京海洋大学は2009年度から修復事業等の費用に充てるため、「明治丸海事ミュージアム事業募金」を設け募金を呼び掛けた。
2011年6月8日、天皇皇后は東京海洋大学百周年記念資料館に行幸啓し、特別展「明治丸の航跡を求めて―海洋立国日本のあけぼの」と「明治丸」船内を視察した。
2013年12月より東京海洋大学と文化庁で進められていた「明治丸」大規模修復工事が2015年3月に完成。7月19日に重要文化財明治丸修復完工記念式典を挙行し、翌20日には船内を含む特別公開を実施した。

## 構造

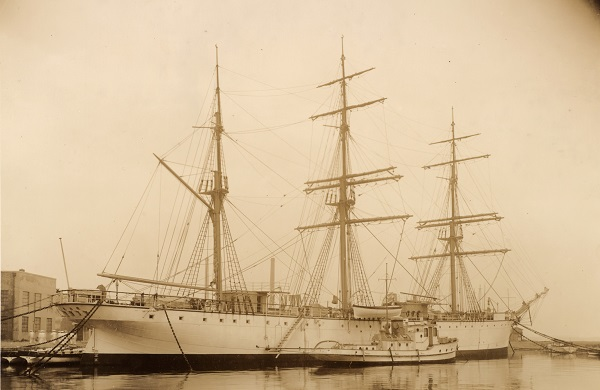
明治丸（3本マスト）

### 外観
当初は外輪船とする計画だったが、スクリュープロペラ船として建造された。帆装は2本マストのトップスルスクーナーであったが、1898年に品川にある緒明造船所で3本マストのシップに改造された。さらに1937年にはミズンマストの腐敗からバークになったが、1983年からの修復工事で再びシップ型に戻された。また、船首と船尾にはアカンサスの文様が描かれている。

### 船内
甲板は2層構造で、主甲板は当初細かく区切られて客室が配置されていた。後に、公室・寝室・浴室兼厠の3室続きの明治天皇御座所が右舷後方に設けられた。御座所内公室の牡丹・木蓮・桃・桐などが描かれた植物画板絵は戦後の接収の際にペンキを塗られたが、後に復元されている。また、主甲板の最後部にはサロンが設けられ、マホガニーのテーブルが展示されている。なお、1892年の修理で従来の操舵室が海図室となり、上甲板に操舵室が設けられた。
下甲板には石炭庫とレシプロ機関2機が設置されていたが、1927年に取り外され、技業練習場が設けられた。

## 性能
1878年11月18日にグラスゴーで試運転が行われ、排水トン数1235トンで、速力12.66ノット、指示馬力(ihp)1450馬力を記録している。なお、速力や船のサイズなどについては、複数の記録で数値の食い違いが見られる。

## 船長
- （心得）中尾昌清：1893年11月14日 - 1894年11月26日
- 中尾昌清：1894年11月26日 -

Captain Mr.Albert Richard Brown(An Eiglish man born in Scotland)printed in the book "The life and times of the illustrious Captain Brown" written by Mr.Lewis Bush. This was written by Seigo Nishida who worked in AR Brown Co.Ltd.